# Nothocascellius
Nothocascellius is een geslacht van kevers uit de familie van de loopkevers (Carabidae). De wetenschappelijke naam van het geslacht is voor het eerst geldig gepubliceerd in 1995 door Roig-Junent.

## Soorten
Het geslacht Nothocascellius omvat de volgende soorten:
- Nothocascellius aeneoniger (Waterhouse, 1841)
- Nothocascellius hyadesii (Fairmaire, 1885)